# Municipio de San Miguel Amatlán
El municipio de San Miguel Amatlán (del náhuatl: amatl, tlan ‘amate, lugar’‘Lugar de los amates’) es uno de los 570 municipios que conforman al estado mexicano de Oaxaca. Pertenece al distrito de Ixtlán, dentro de la Región Sierra de Juárez. Su cabecera es la localidad de San Miguel Amatlán.

## Toponimia
El nombre San Miguel es en honor al Arcángel Miguel, considerado como patrono de la demarcación. El nombre Amatlán proviene de las palabras en náhuatl amatl, que significa amate, y tlan, que denota a un lugar; en conjunto significa Lugar de los amates. El municipio también es denominado como llagatzi, yaga-tzi o giagatzi en zapoteco, términos que significan diez árboles, árbol amarillo y siete flores respectivamente.

## Geografía
El municipio abarca 69.29 km² y se encuentra a una altitud promedio de 2040 m s. n. m., oscilando entre 3300 y 1600 m s. n. m.

### Fisiografía
San Miguel Amatlán pertenece a la subprovincia de las sierras orientales, dentro de la provincia de la Sierra Madre del Sur. Todo su territorio está compuesto por el sistema de topoformas de la sierra alta compleja.

### Hidrografía
El 93% del municipio pertenece a la cuenca del río Papaloapan, dentro de la región hidrológica del Papapoapan; en este sector el 74% de su superficie corresponde a la subcuenca del río Quiotepec y el otro 19% a la subcuenca del río Playa. El 7% restante es abarcado por la subcuenca del río Atoyac-Oaxaca de Juárez, en la cuenca del río Atoyac, parte de la región hidrológica de Costa Chica-Río Verde. Los principales cursos de agua de la demarcación son el río Socorro, el río de la Providencia, el río Santa Ana, el río de los Trabajos y el río El Arco.

## Clima
El clima de San Miguel Amatlán es templado subhúmedo con lluvias en verano en el 51% de su superficie, templado húmedo con abundantes lluvias en verano en el 29%, semifrío húmedo con abundantes lluvias en verano en el 18% y semicálido subhúmedo con lluvias en verano en el 2% restante. El rango de temperatura promedio es de 10 a 20 grados celcius y el rango de precipitación media anual es de 800 a 1500 mm.

## Demografía
De acuerdo al último censo, realizado por el INEGI en 2010, en el municipio habitan 1043 personas, repartidas entre 6 localidades. Del total de habitantes de San Miguel Amatlán, 134 hablan alguna lengua indígena.

### Localidades
En el municipio existen seis localidades, de las cuales la más poblada es Cuajimoloyas y la cabecera municipal es San Miguel Amatlán.
| Código INEGI | Localidad          | Población (2010) | Altitud (m s. n. m.) | Categoría    |
| ------------ | ------------------ | ---------------- | -------------------- | ------------ |
| 202620001    | San Miguel Amatlán | 249              | 1989                 | Pueblo       |
| 202620002    | Cuajimoloyas       | 694              | 2180                 | Ranchería    |
| 202620003    | Llano Grande       | 67               | 3079                 | Congregación |
| 202620008    | Lassta             | 4                | 1838                 | Indefinida   |
| 202620012    | Corral de Piedra   | 4                | 1755                 | Indefinida   |
| 202620013    | Chichuiti          | 25               | 2176                 | Indefinida   |

## Política

### Gobierno
El municipio se rige mediante el sistema de usos y costumbres, eligiendo gobernantes cada año de acuerdo a un sistema establecido por las tradiciones de sus antepasados. El ayuntamiento se compone de un síndico, tres regidores y un presidente municipal.

### Regionalización
San Miguel Amatlán pertenece al IV Distrito Electoral Federal de Oaxaca y al IX Distrito Electoral Local, con sede en Ixtlán de Juárez.